# Эстерхейзен, Франсуа
Франсуа Эстерхейзен (англ. Francois Esterhuyzen); , род. 16 ноября 1995 года, Сомерсет-Уэст)) — южноафриканский регбист, отыгрывающий (хукер) и стягивающий (8 номер) команды «Енисей-СТМ».

## Биография
Воспитанник «Боланд Кавальерс». В 2012 году попал в сборную школьников ЮАР, провёл один матч против Уэльса. Затем Франсуа перебрался в Кейптаун (академия «Уэстерн Провинс»). В 2016 году вернулся в «Боланд Кавальерс», где и дебютировал на взрослом уровне. Вместе с командой завоевал право сыграть в Высшем дивизионе Кубка Карри. В августе 2016 года дебютировал в главном внутреннем соревновании Южной Африки - Кубке Карри. Всего провел 6 матчей. Затем команда снова опустилась рангом ниже. 
Летом 2019 года перешёл в российскую команду «ЦСКА». Стал победителем второго дивизиона 2019 года. Также в 2019 году был приглашён в сборную клубов ФРР в рамках подготовки сборной России к Кубку Мира 2019 года. В Чемпионате России по регби дебютировал в матче первого тура сезона 2020\2021 против казанской «Стрелы».

## Позиция на поле
В бытность игроком «Боланд Кавальерс» Франсуа выступал на позиции отыгрывающего (хукера). В России же игроку пришлось выступать на позиции 8 номера (стягивающего).